# Клевер вспухлый
Кле́вер вспу́хлый (лат. Trifolium physodes) — многолетнее травянистое растение, вид рода Клевер (Trifolium) трибы Клеверные (Trifolieae) подсемейства Мотыльковых (Faboideae) семейства Бобовых (Fabaceae).

## Ботаническое описание
Корень веретеновидный, деревянистый. Стебли высотой 15—25 (40) см, немногочисленные, по 3—5 штук, восходящие, слабо ветвистые, как правило голые.
Прилистники яйцевидно-ланцетной формы, основание практически плёнчатое, свободная часть длинно-заострённая, голые. Листья при корнях немногочисленные, расположены на черешках, которые длиннее листочков в 5—8 раз. Листья стеблей расположены на черешках точно такой длины, как и у прикорневых листьев. Листочки находятся на коротких волосистых черешочках, форма колеблется от обратнояйцевидной до яйцевидной, длина 1—2 см и ширина 0,8—1,5 см, голые, боковые жилки хорошо заметны, края с неровнопильчатыми зубчиками.
Соцветие — головка. Головки ложно-конечные, на концах стеблей расположены по 1—2, округлой формы, в диаметре составляют 2—2,5 см. Цветки розового цвета, длиной 1,1—1,4 см. Чашечка трубчатая, надрезана пополам на шиловидно-линейные зубцы, которые по длине практически равны трубочке. Нижняя часть чашечки голая, с 15—20 жилками, верхняя часть покрыта густыми волосками. Верхня часть трубочки способна разрастаться, при плодах пузыревидно вздувается и образует плёнчатый пузырь грушеобразной формы, длиной 0,6—0,8 см и шириной 0,4—0,5 см. Флаг длиной 1,2—1,4 см, вдвое длиннее чашечки, продолговатой формы, спайный в основании, на конце притуплённые. Крылья длиной 1,1—1,2 см, узко-ланцетной формы, лодочка длиной около 1 см, заострённая на конце.
Завязь голая, ланцетной формы. Плод — боб, с двумя семенами. Цветение происходит в мае, плодоносит в июне.
Вид описан из Грузии. Тип в Гельсингфорсе, котип в Санкт-Петербурге.

## Экология и распространение
Клевер вспухлый произрастает среди кустарников, в степях, предгорьях и средней полосе гор. Распространён в Алжире, Марокко, Иране, Ираке, Иордании, Сирии, Турции, Грузии, Албании, странах бывшей Югославии, Греции, Италии, Испании, Португалии и на Кипре.

## Классификация
Вид Клевер вспухлый входит в род Клевер (Trifolium) трибу Клеверные (Trifolieae) подсемейство Мотыльковые (Faboideae) семейство Бобовые (Fabaceae).
|  |                          |  |                                                           |                                                           |                   |  | ещё 3 семейства (согласно Системе APG II) | ещё 3 семейства (согласно Системе APG II) |                          |  |  |  | ещё 27 триб         | ещё 27 триб |  |  |  |  | ещё около 300 видов | ещё около 300 видов |
|  |                          |  |                                                           |                                                           |                   |  | ещё 3 семейства (согласно Системе APG II) | ещё 3 семейства (согласно Системе APG II) |                          |  |  |  | ещё 27 триб         | ещё 27 триб |  |  |  |  | ещё около 300 видов | ещё около 300 видов |
|  |                          |  |                                                           | порядок Бобовоцветные                                     |                   |  |                                           |                                           | подсемейство Мотыльковые |  |  |  |                     | род Клевер  |  |  |  |  |                     |                     |
|  |                          |  |                                                           | порядок Бобовоцветные                                     |                   |  |                                           |                                           | подсемейство Мотыльковые |  |  |  |                     | род Клевер  |  |  |  |  |                     |                     |
|  | отдел Цветковые растения |  |                                                           |                                                           | семейство Бобовые |  |                                           |                                           | триба Клеверные          |  |  |  | вид Клевер вспухлый |             |  |  |  |  |                     |                     |
|  | отдел Цветковые растения |  |                                                           |                                                           |                   |  |                                           |                                           |                          |  |  |  |                     |             |  |  |  |  |                     |                     |
|  |                          |  | ещё 45 порядков покрытосеменных (согласно Системе APG II) | ещё 45 порядков покрытосеменных (согласно Системе APG II) |                   |  |                                           | ещё 2 подсемейства                        | ещё 2 подсемейства       |  |  |  | ещё 5 родов         | ещё 5 родов |  |  |  |  |                     |                     |
|  |                          |  |                                                           | ещё 45 порядков покрытосеменных (согласно Системе APG II) |                   |  |                                           |                                           | ещё 2 подсемейства       |  |  |  |                     | ещё 5 родов |  |  |  |  |                     |                     |